# Fairfax County
Fairfax County ist ein County im Bundesstaat Virginia der Vereinigten Staaten. Bei der Volkszählung des Jahres 2020 betrug die Bevölkerungszahl 1.150.309 Einwohner und die Bevölkerungsdichte 1124 Einwohner pro Quadratkilometer. Fairfax County ist somit sowohl das bevölkerungsreichste County in Virginia, als auch im Großraum von Washington, D.C. Der Verwaltungssitz (County Seat) ist Fairfax. Nach dem benachbarten Loudoun County genießen die Einwohner von Fairfax das zweithöchste durchschnittliche Haushaltseinkommen aller Counties in den USA. In der Stadt Langley hat die Central Intelligence Agency (CIA), der Auslandsgeheimdienst der USA, ihren Hauptsitz. 

## Geographie
Fairfax County liegt im äußersten Nordosten von Virginia, grenzt im Nordosten und Südosten an Maryland und hat eine Fläche von 1053 Quadratkilometern, wovon 30 Quadratkilometer Wasserfläche sind. Es umschließt Arlington County und die Stadt Alexandria im Osten und grenzt damit an die engeren Bezirke der Metropolregion Washington D.C. Die Grenze mit Maryland wird durch den Potomac River gebildet. Das County ist in neun Distrikte aufgeteilt: Braddock District, Dranesville District, Hunter Mill District, Lee District, Mason District, Mount Vernon District, Providence District, Springfield District, Sully District. Im Südwesten und Nordwesten von Fairfax liegen die Countys Prince William und Loudoun.

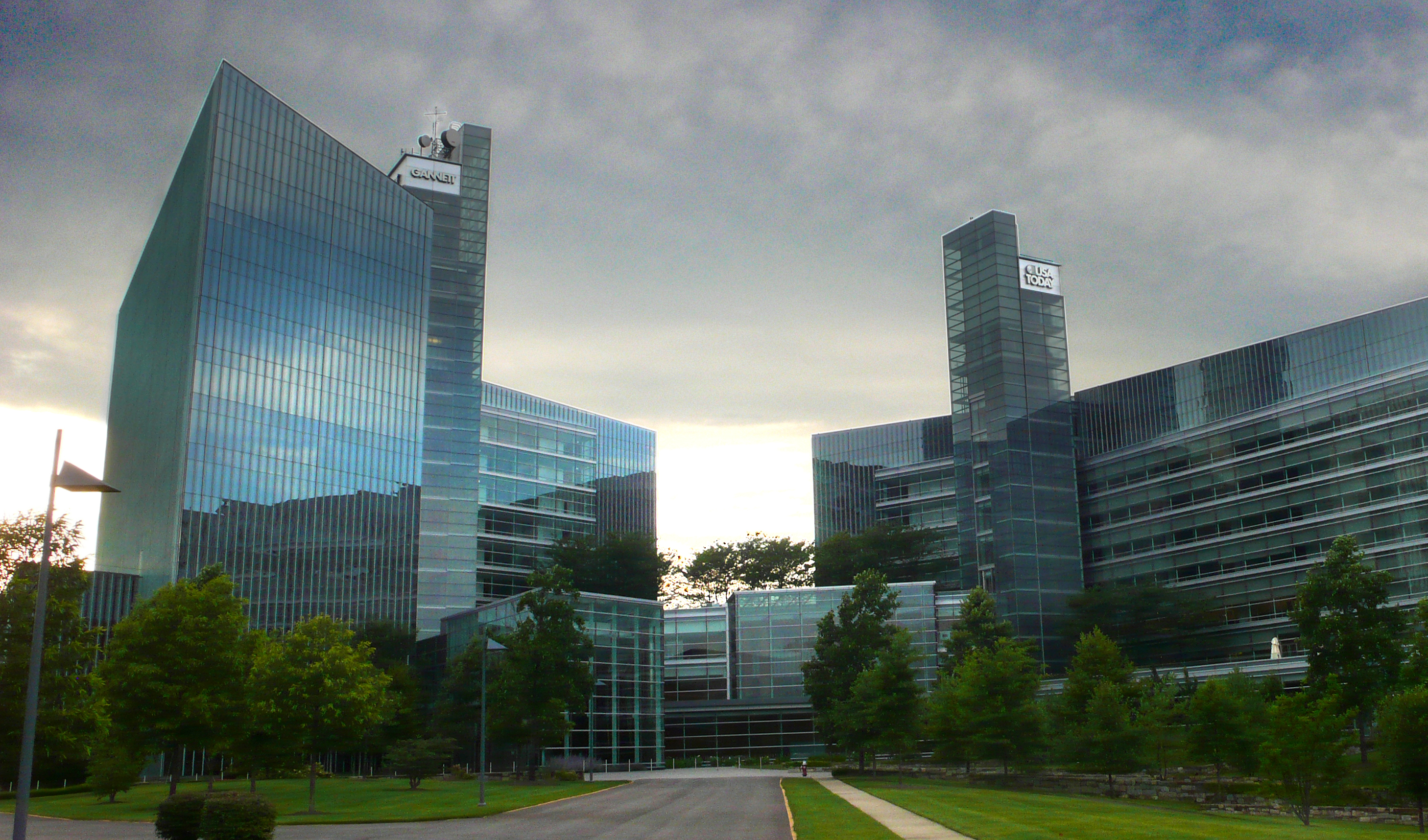
Zentrale der Tageszeitung USA Today in Tysons Corner

## Geschichte

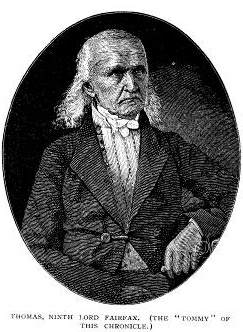
Thomas Fairfax

Gebildet wurde das County 1742 aus Teilen des Prince William County. Der Name leitet sich ab von Thomas Fairfax, 6. Lord Fairfax of Cameron. 1757 wurden im Nordwesten zwei Drittel der Fläche abgetrennt, um daraus das Loudoun County zu bilden. Während des Amerikanischen Bürgerkriegs fand auf dem Gebiet des Countys am 21. Juli 1861 die erste und vom 28. bis 30. August 1862 die Zweite Schlacht am Bull Run statt. Im Anschluss daran fand bei Chantilly das gleichnamige Gefecht statt.
Die Ausweitung des Öffentlichen Dienstes seit dem Zweiten Weltkrieg in den Vereinigten Staaten führte in den folgenden Jahrzehnten zur Ansiedlung vieler Bundesbehörden und regierungsnaher Institutionen, z. B. Freddie Mac, Fort Belvoir und der Defense Logistics Agency. Zur gleichen Zeit zog auch die Neuansiedlung des Flughafens Washington-Dulles zahlreiche Firmen an, darunter z. B. Northrop Grumman, Booz Allen Hamilton, Capital One, Gannett und General Dynamics. Die Wirtschaft in Fairfax County ist heute in besonders hohem Maß von Dienstleistungen, insbesondere solchen des Öffentlichen Dienstes und Finanzdienstleistungen sowie Hochtechnologie geprägt. In Fairfax lebt heute eine höhere Konzentration von Angestellten im High-Tech-Sektor als im Silicon Valley. Infolgedessen stieg seitdem auch die Einwohnerzahl rapide an und es kam zu einer bis heute anhaltenden Suburbanisierung.
1968 wurde in Tysons Corner an einer bis dahin ruhigen, ländlichen Straßenkreuzung das Tysons Corner Center eröffnet, eine der ersten, vollklimatisierten Shopping Malls des Landes, das seitdem mehrfach vergrößert wurde. In der Folgezeit entstand um das Einkaufszentrum herum eine Mischung aus weiteren Einkaufstempeln, Freeways und einer großen Zahl von Büropalästen, die mittlerweile symbolhaft für die Stadtrandentwicklung US-amerikanischer Metropolen in den letzten Jahrzehnten geworden ist. Mit einer Gesamtfläche von 2.390.000 m² Bürofläche ist Tysons Corner der größte vorstädtische Büro- und Geschäftsbezirk der USA.

## Demografische Daten

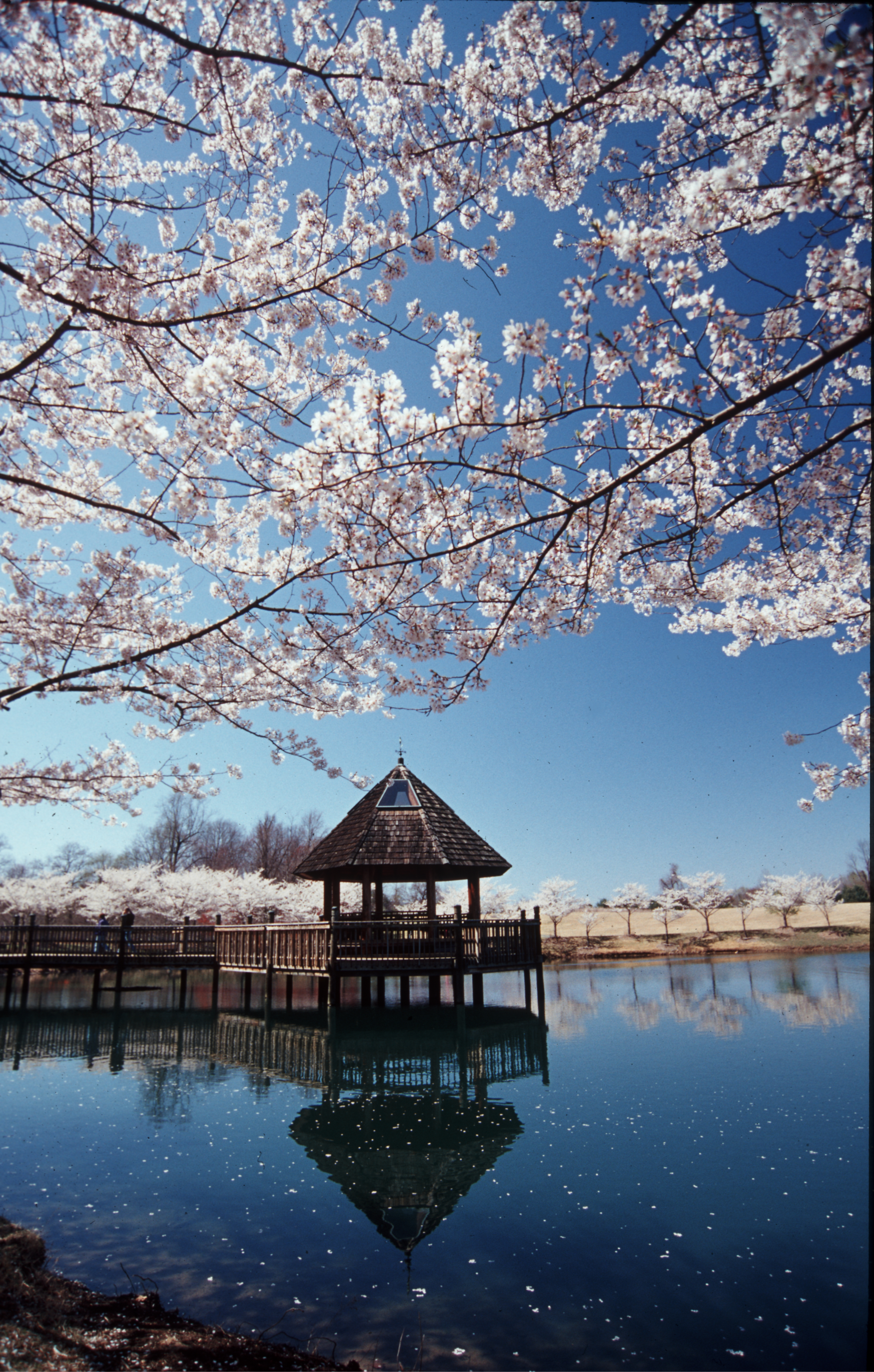
Der Lake Caroline im Meadowlark Botanical Gardens

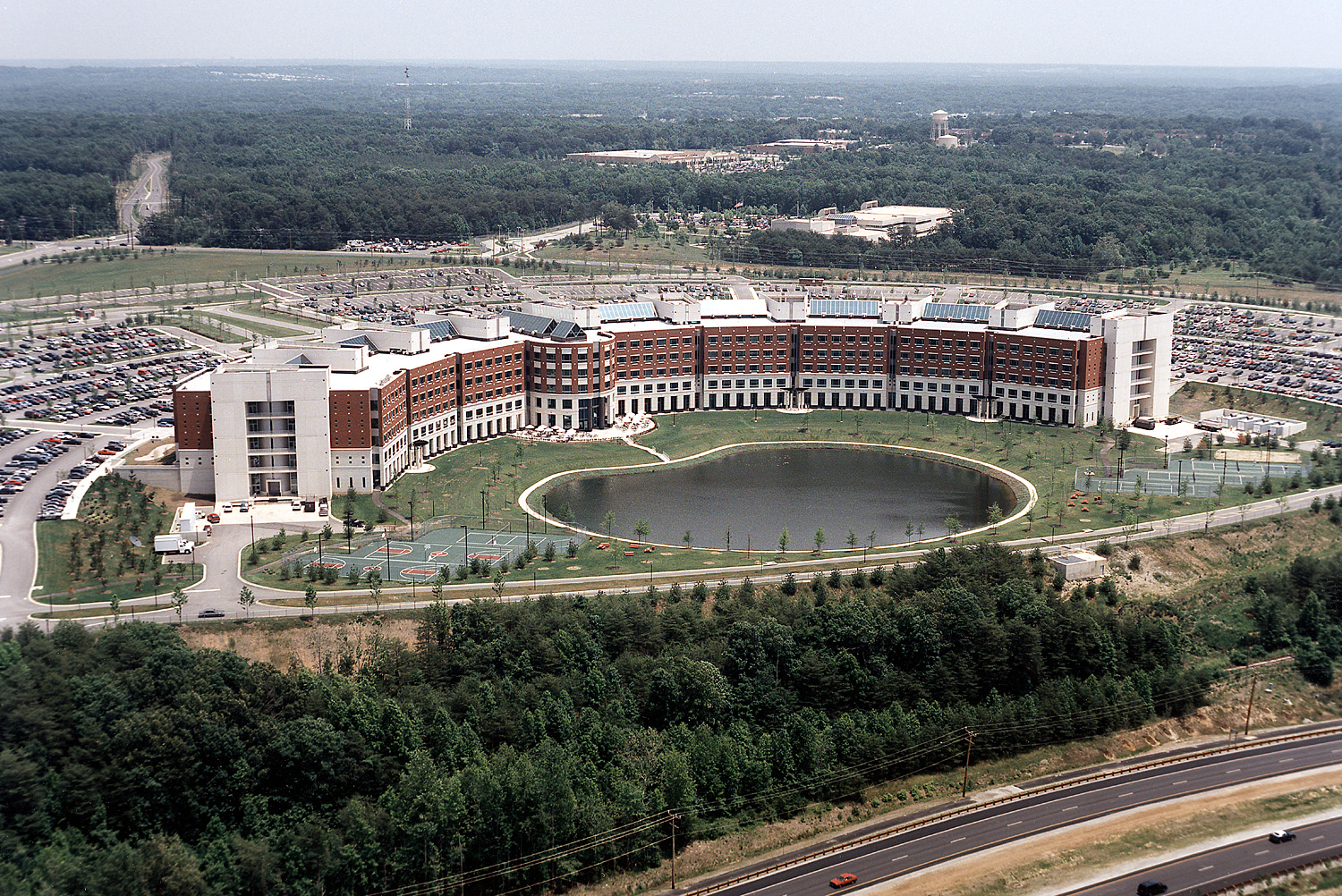
Fort Belvoir, Hauptquartier der Defense Logistics Agency

Alterspyramide des Fairfax County

Nach der Volkszählung im Jahr 2000 lebten im Fairfax County 969.749 Menschen in 350.714 Haushalten und 250.409 Familien. Die Bevölkerungsdichte betrug 948 Einwohner pro Quadratkilometer. Ethnisch betrachtet setzte sich die Bevölkerung zusammen aus 69,91 Prozent Weißen, 8,57 Prozent Afroamerikanern, 0,26 Prozent Indianern, 13 Prozent Asiatischen Amerikanern, 0,07 Prozent Pazifischen Insulanern und 4,54 Prozent aus anderen ethnischen Gruppen; 3,65 Prozent stammten von zwei oder mehr Ethnien ab. 11,03 Prozent der Bevölkerung waren Hispanics oder Latinos.
Von den 350.714 Haushalten hatten 36,3 Prozent Kinder und Jugendliche unter 18 Jahre, die bei ihnen lebten. 59,4 Prozent waren verheiratete, zusammenlebende Paare, 8,6 Prozent waren allein erziehende Mütter, 28,6 Prozent waren keine Familien, 21,4 Prozent waren Singlehaushalte und in 4,8 Prozent lebten Menschen im Alter von 65 Jahren oder darüber. Die Durchschnittshaushaltsgröße betrug 2,74 und die durchschnittliche Familiengröße lag bei 3,20 Personen.
Auf das gesamte County bezogen setzte sich die Bevölkerung zusammen aus 25,4 Prozent Einwohnern unter 18 Jahren, 7,5 Prozent zwischen 18 und 24 Jahren, 33,9 Prozent zwischen 25 und 44 Jahren, 25,3 Prozent zwischen 45 und 64 Jahren und 7,9 Prozent waren 65 Jahre alt oder darüber. Das Durchschnittsalter betrug 36 Jahre. Auf 100 weibliche Personen kamen 98,6 männliche Personen. Auf 100 Frauen im Alter von 18 Jahren oder darüber kamen statistisch 96,2 Männer.
Fairfax County gilt mit Blick auf das durchschnittliche Haushaltseinkommen als einer der wohlhabendsten Bezirke in den USA. Das jährliche Durchschnittseinkommen eines Haushalts betrug 81.050 USD, das Durchschnittseinkommen der Familien betrug 92.146 USD. Männer hatten ein Durchschnittseinkommen von 60.503 USD, Frauen 41.802 USD. Das Prokopfeinkommen betrug 36.888 USD. 3,0 Prozent der Familien und 4,5 Prozent der Bevölkerung lebten unterhalb der Armutsgrenze. Davon waren 5,2 Prozent Kinder oder Jugendliche unter 18 Jahre und 4,0 Prozent waren Menschen über 65 Jahre.

## Städte und Gemeinden
Innerhalb des Countys existieren die drei selbstverwalteten Kommunen (Incorporated Towns) Clifton, Herndon und Vienna. Fairfax, der Sitz des Countys, gehört selber jedoch dem County nicht an. Weitere bedeutende Orte sind Annandale, Burke, Great Falls, Huntington, McLean, Reston und Tysons Corner.
Der kleine Ort Wolf Trap ist bekannt durch den Wolf Trap National Park for the Performing Arts und die dortige Wolf Trap Opera Company.